# Objectified
«Овеществление» (англ. Objectified) — независимый полнометражный документальный фильм режиссёра Гари Хаствита, в котором рассказывается о наших сложных отношениях с объектами массового производства и, как следствие, с людьми, их спроектировавшими. Этот фильм — взгляд на творческую составляющую проектирования вещей: от зубных щеток до электронных устройств.
«Овеществление» является вторым фильмом «дизайн-трилогии» Гари Хаствита.

## Художественные особенности
С помощью документальных съемок и интервью, фильм запечатлевает творческий процесс некоторых промышленных дизайнеров, создающих вещи, которые влияют на нашу повседневную жизнь.
При записи звуковой дорожки к фильму была использована музыка следующих музыкантов и групп: Alva Noto, Arp, El Ten Eleven, Expanding Head Band, Mahogany, Мэттью Дир, Midwest Product, James Rutledge и Telefon Tel Aviv.

## В ролях
- Paola Antonelli (Музей современного искусства, Нью-Йорк);
- Крис Бэнгл (BMW Group, Мюнхен);
- Ronan & Erwan Bouroullec (Париж);
- Andrew Blauvelt (Walker Art Center, Миннеаполис);
- Tim Brown (IDEO, Пало-Альто);
- Anthony Dunne (Лондон);
- Dan Formosa (Smart Design, Нью-Йорк);
- Наото Фукасава (Токио);
- Джонатан Айв (Apple, Купертино);
- Hella Jongerius (Роттердам);
- David Kelley (IDEO, Пало-Альто);
- Bill Moggridge (IDEO, Пало-Альто);
- Марк Ньюсон (Лондон);
- Fiona Raby (Лондон);
- Дитер Рамс (Кронберг);
- Карим Рашид (Нью-Йорк);
- Alice Rawsthorn (International Herald Tribune, Париж);
- Davin Stowell (Smart Design], Нью-Йорк);
- Jane Fulton Suri (IDEO, Пало-Альто);
- Rob Walker (The New York Times Magazine) и другие.[1]